# PLA2G12A
PLA2G12A (англ. Phospholipase A2 group XIIA) – білок, який кодується однойменним геном, розташованим у людей на короткому плечі 4-ї хромосоми.  Довжина поліпептидного ланцюга білка становить 189 амінокислот, а молекулярна маса — 21 067.
| 10         |  | 20         |  | 30         |  | 40         |  | 50         |
| ---------- |  | ---------- |  | ---------- |  | ---------- |  | ---------- |
| MALLSRPALT |  | LLLLLMAAVV |  | RCQEQAQTTD |  | WRATLKTIRN |  | GVHKIDTYLN |
| AALDLLGGED |  | GLCQYKCSDG |  | SKPFPRYGYK |  | PSPPNGCGSP |  | LFGVHLNIGI |
| PSLTKCCNQH |  | DRCYETCGKS |  | KNDCDEEFQY |  | CLSKICRDVQ |  | KTLGLTQHVQ |
| ACETTVELLF |  | DSVIHLGCKP |  | YLDSQRAACR |  | CHYEEKTDL  |  |            |

A: Аланін

C: Цистеїн

D: Аспарагінова кислота

E: Глутамінова кислота

F: Фенілаланін

G: Гліцин

H: Гістидин

I: Ізолейцин

K: Лізин

L: Лейцин

M: Метіонін

N: Аспарагін

P: Пролін

Q: Глутамін

R: Аргінін

S: Серин

T: Треонін

V: Валін

W: Триптофан

Кодований геном білок за функцією належить до гідролаз. 
Задіяний у таких біологічних процесах як метаболізм ліпідів, деградація ліпідів. 
Білок має сайт для зв'язування з іонами металів, іоном кальцію. 
Локалізований у цитоплазмі.
Також секретований назовні.